# پیتر نوور
پیتر نوور (انگلیسی: Peter Nover؛ زادهٔ ۱۸ ژوئیهٔ ۱۹۴۹) بازیکن فوتبال اهل آلمان است.
از باشگاه‌هایی که در آن بازی کرده‌است می‌توان به باشگاه فوتبال زاربروکن، باشگاه فوتبال اطلس، و باشگاه فوتبال شوارتز-وایس اسن اشاره کرد.